# Natalus major
Natalus major es una especie de murciélago de la familia Natalidae.

## Distribución geográfica
Es endémica de la Española (Haití y República Dominicana).